# Luciano Neroni
Luciano Neroni Malaspina (Ripatransone, 11 febbraio 1909 – Ripatransone, 23 ottobre 1951) è stato un basso italiano.

## Biografia

### Primi anni
Era secondogenito di una famiglia della nobiltà ripana, i conti Neroni Malaspina. Il padre Carlo era poeta dialettale e compositore dilettante. La madre, la nobildonna Ilda Boccabianca, proveniva a sua volta da una famiglia dedita alla musica: lo zio Enrico era stato allievo di Amilcare Ponchielli, la zia Teresa un famoso mezzosoprano e il nonno Vincenzo direttore d'orchestra.

Il cantante da ragazzo nei panni di Salvatorello

Neroni dimostrò un precocissimo interesse musicale, appassionandosi fin da bambino alle esibizioni della banda cittadina e a molte altre manifestazioni concertistiche che ricercava ansiosamente anche in villeggiatura. Di qui al debutto ufficioso il passo fu breve. Sotto la guida di Enrico Boccabianca, il tredicenne Luciano (all'epoca tenore), esordì in occasione della festa cittadina di Santa Maria Maddalena. Lo spettacolo, un'operetta di Alfredo Soffredini, Salvatorello, fu tenuto al locale Teatro Mercantini ed ebbe tre repliche, il 21, 22 e 23 luglio 1922.
Gli studi sottrassero il talento di Luciano a nuove esibizioni durante tutta l'adolescenza. Ma nel 1928, dopo essersi diplomato al liceo scientifico di Ancona, si trasferì a Milano per studiare al conservatorio presso i maestri Sammarco e Gambardella. A vent'anni aveva maturato definitivamente la voce nei toni del basso profondo. Gli studi musicali furono brevemente sospesi nel 1930, quando Neroni venne chiamato alle armi come allievo ufficiale di complemento a Palermo. Qui si ammalò seriamente e fu poi costretto ad alcuni mesi di convalescenza nella città natale.

### Affermazione
Dopo alcuni spettacoli di beneficenza nei dintorni di Ripatransone, Neroni ebbe finalmente, al Teatro Ventidio Basso di Ascoli Piceno, l'occasione di farsi conoscere e di esibirsi al fianco di Beniamino Gigli, il quale gli rivolse parole molto lusinghiere.
(Beniamino Gigli a Luciano Neroni)
L'anno cruciale per la carriera dell'artista fu il 1933, quando Riccardo Stracciari lo presentò, insieme ad altri giovani cantanti, al Teatro del Popolo di Milano. Debuttò ufficialmente pochi giorni dopo (16 aprile) al Persiani di Recanati con Il barbiere di Siviglia, interpretando le sere seguenti anche La sonnambula e la Lucia di Lammermoor. Nell'estate dello stesso anno, ammesso alla prova finale del Concorso Nazionale di Bel Canto del Maggio Musicale Fiorentino, ottenne due concerti alla radio e una scritturazione per la Lucia di Lammermoor al Puccini di Milano. In autunno, finalista al Concorso Giovani Artisti Lirici, si esibì a Bologna ed entrò nell'elenco artistico del Teatro Argentina di Roma in occasione della stagione lirica diretta da Mascagni. L'esperienza gli fruttò anche le prime incisioni per l'EIAR.

### Carriera
Dopo il 1933 Neroni entrò nel vivo della carriera, interpretando svariate opere fra cui Aida, Il barbiere di Siviglia, La bohème, Cavalleria rusticana, Ernani, Falstaff, La forza del destino, La Gioconda, Lucia di Lammermoor, Nabucco, Norma, Rigoletto, La sonnambula, Tosca, La traviata, Il trovatore, Turandot. Calcò, dal 1934 al 1943, i palcoscenici dei maggiori teatri italiani, con alcune sortite all'estero (Bucarest 1935, Rodi 1939).
La guerra gli impose una nuova interruzione, stavolta nel pieno del successo, fra il 1943 e il 1944. Riprese a cantare sul finire di quell'anno; non prima però di aver provato di persona la crudeltà della guerra quando, con venti concittadini, fu preso in ostaggio dai nazisti che minacciavano rappresaglia per una presunta azione partigiana in danno di soldati tedeschi.
(nota dall'archivio personale di Luciano Neroni)

Neroni interpreta Wotan nella "Valchiria"

Nell'immediato dopoguerra Neroni dovette accontentarsi di esibirsi nei teatri locali finché la situazione nel Paese non si fosse stabilizzata. L'11 febbraio 1945 aveva sposato la nobildonna Bianca Boccabianca di Patay, figlia del suo primo maestro Enrico. Nel corso di quell'anno riprese finalmente a calcare le scene nazionali, raggiungendo il San Carlo di Napoli con mezzi di fortuna, per interpretare diverse opere al fianco di Ebe Stignani e altri celebri nomi della lirica.

### Ultimi anni
La sua carriera, all'apice, si avviava però a concludersi bruscamente. Dopo numerosi successi al San Carlo, all'Opera di Roma, alla Scala, al Covent Garden di Londra, nei quali affiancò nomi come Gigli, Maria Callas e Renata Tebaldi, Neroni era lanciato per la definitiva affermazione internazionale, al punto che Evita Perón volle conoscerlo personalmente a Roma e lo invitò al Teatro Colón di Buenos Aires. Ma nel dicembre 1950 si manifestarono i primi sintomi della malattia che lo avrebbe sottratto alla vita e alla lirica. Nell'agosto 1951, in concomitanza con la nascita della figlia Brunilde, gli fu offerta una scrittura al Metropolitan. Non poté cantare a New York: morì infatti il 23 ottobre seguente, a soli quarantadue anni.